# Die Wikipedia-Story
Die Wikipedia-Story. Biografie eines Weltwunders ist ein Sachbuch des deutschen Managers und ehemaligen Geschäftsführers von Wikimedia Deutschland, Pavel Richter. Es wurde 2020 im Campus-Verlag veröffentlicht.

## Inhalt
Im Sachbuch beschreibt Richter die Entstehung und Entwicklung der Online-Enzyklopädie Wikipedia und bietet einen Einblick in die Organisation, Prinzipien und Regularien des Projekts.
Beschrieben werden die Gründung der Wikipedia am 15. Januar 2001 durch Jimmy Wales, ihre Entwicklung zu einer der meistbesuchten Websites weltweit, die Grundprinzipien wie sachliche Darstellung und wissenschaftliche Belegbarkeit, das System ehrenamtlicher Mitarbeit und die Qualitätskontrolle sowie die Rolle von Wikipedia in der digitalen Transformation der Gesellschaft.

## Rezensionen
Das Werk wurde von mehreren Medien besprochen, darunter die Frankfurter Allgemeine Zeitung und der Mitteldeutsche Rundfunk. Der Perlentaucher fasst die Rezension von Thomas Thiel in der FAZ vom 8. Dezember 2020 zusammen: Richter „erklärt dem Kritiker nicht nur das Erfolgskonzept der Wikipedia – globaler Einfluss der AutorInnen ohne die Förderung von Narzissmus – sondern spart auch kritische Töne nicht aus. So liest Thiel hier von Lobbyisteneinfluss, aggressivem Arbeitsklima und zu hohem Männeranteil, vermisst allerdings deutliche Kritik an den ideologischen Kämpfen, die in der Wikipedia ausgetragen werden.“
Einer Besprechung durch den Medienhistoriker Holger Böning im Jahrbuch für Kommunikationsgeschichte zufolge bietet das Buch „eine unterhaltsame und informative Geschichte“ sowie anregende „Gedanken zu verschiedenen Schwächen und Zukunftsproblemen der Wikipedia“ und erläutert „deren Funktionieren kenntnisreich“.

## Ausgaben
- Die Wikipedia-Story. Biografie eines Weltwunders. Campus Verlag, Frankfurt am Main 2020, Druckausgabe: ISBN 978-3-593-51406-2. Online-Ausgabe: ISBN 978-3-593-44753-7.
- Hörbuch: ABOD Verlag, München 2020, ISBN 978-3-95471-767-5 (Sprecher: Michael J. Diekmann).